# Teresa Aço
Teresa Aço Taveira (Silves, 18 de maio de 1852 — Lisboa, 13 de maio de 1892), foi um atriz portuguesa, irmã de Dores Aço. 
Tendo-se estreado no Teatro Lethes, de Faro, na peça A Morgadinha de Valflor, representou, também, na cidade de Lagos. Em 1881, ingressou no Teatro Nacional D. Maria II, juntamente com o seu marido, o ator-empresário Afonso Taveira. Um ano depois foi para o Porto, onde permaneceu bastante tempo, desempenhando papéis importantes. Era considerada, na época, como artista de bastante mérito. Faleceu vítima de peritonite no Hospital de Dona Estefânia.